# Liste der Kulturdenkmäler in Hillscheid
In der Liste der Kulturdenkmäler in Hillscheid sind alle Kulturdenkmäler der rheinland-pfälzischen Ortsgemeinde Hillscheid aufgeführt. Grundlage ist die Denkmalliste des Landes Rheinland-Pfalz (Stand: 21. Dezember 2021).

## Einzeldenkmäler
| Bezeichnung                       | Lage                                | Baujahr                            | Beschreibung                                                                                                | Bild                           |
| --------------------------------- | ----------------------------------- | ---------------------------------- | --- | ------------------------------ |
| Rundofen                          | Bahnhofstraße, hinter Nr. 44 Lage   | 1911–13                            | Rundofen, 1911–13; Rest der ehemaligen Fabrikanlage                                                         | weitere Bilder Fotos hochladen |
| Friedhofskapelle                  | Kirchstraße 12 Lage                 | 1756                               | ehemalige katholische Pfarrkirche St. Josef; Saalbau, bezeichnet 1756                                       | weitere Bilder Fotos hochladen |
| Katholische Pfarrkirche St. Josef | Kolpingstraße 9 Lage                | 1958                               | Saalbau, geschwungenes Flachdach, freistehender Glockenturm, bezeichnet 1958                                | weitere Bilder Fotos hochladen |
| Kriegerdenkmal                    | Lindenstraße, auf dem Friedhof Lage | 1936                               | Kriegerdenkmal 1914/18, symmetrische Anlage von 1936                                                        | weitere Bilder Fotos hochladen |
| Wohnhaus                          | Querstraße 2 Lage                   | zweite Hälfte des 18. Jahrhunderts | verputzter Fachwerkbau, teilweise massiv, Mansardwalmdach, zweite Hälfte des 18. Jahrhunderts oder um 1800  | Fotos hochladen                |
| Wohnhaus                          | Ringstraße 7 Lage                   | 18. Jahrhundert                    | Fachwerkhaus, teilweise massiv, 18. Jahrhundert                                                             | Fotos hochladen                |
| Wegekapelle, Josefskapelle        | Ringstraße, gegenüber Nr. 29a Lage  |                                    | Josefskapelle, Wegekapelle; Rundbau, barocke Haube                                                          | weitere Bilder Fotos hochladen |
| Wohnhaus                          | Schulstraße 8 Lage                  | 17. oder 18. Jahrhundert           | Fachwerkhaus, teilweise massiv, verputzt, wohl aus dem 17. oder 18. Jahrhundert                             | Fotos hochladen                |
| Wohnhaus                          | Schulstraße 22 Lage                 | 17. oder 18. Jahrhundert           | L-förmiges Fachwerkhaus, teilweise massiv, verputzt und verschiefert, wohl aus dem 17. oder 18. Jahrhundert | Fotos hochladen                |